# Araldica socialista

L'emblema della Repubblica Popolare Cinese è tipico dell'araldica socialista e comunista. Infatti il colore rosso e le stelle sono simboli del comunismo; le spighe sono spesso usate per rappresentare l'agricoltura, i contadini e le persone comuni, ingranaggi e altri strumenti industriali rappresentano il proletariato industriale, mentre i palazzi governativi rappresentano tipicamente lo stato e l'autorità del governo.

L'Araldica socialista, chiamata anche araldica comunista, consiste negli emblemi in uno stile tipicamente adottato dagli stati socialisti. Chiamati comunemente stemmi, non tutti sono degli stemmi nel senso tradizionale del termine, poiché privi di scudo. Infatti molti governi comunisti si sono allontanati intenzionalmente dalle forme della araldica europea per distanziarsi dai simboli associati alle monarchie.
L'Unione Sovietica fu il primo stato ad usare un'araldica socialista, disegnando il primo stemma nel 1922. Lo stile divenne più diffuso dopo la seconda guerra mondiale con l'instaurarsi dei governi di ispirazione sovietica nell'Europa orientale e non solo. Anche alcuni stati non socialisti hanno adottato lo stile, per diverse ragioni – generalmente perché i comunisti li supportarono nelle guerre di indipendenza (come Angola e Mozambico). Dopo le rivoluzioni del 1989 nell'Europa orientale e la caduta dell'Unione Sovietica, questo stile fu spesso abbandonato per tornare alle vecchie pratiche araldiche, con molti restauri dell'araldica precedente al socialismo reale.

## Storia e origini

I leader sovietici cercarono di distinguere le proprie insegne dagli emblemi usati dall'Imperatore russo e dalla aristocrazia. Sono stati omessi gli elementi araldici tradizionali, sostituiti da emblemi che non si conformano all'araldica europea.

L'Unione Sovietica, creata nel 1917 dopo la rivoluzione, necessitava, in linea con gli altri stati, di insegne per rappresentarsi, come emblemi, bandiere e sigilli, ma i leader sovietici non desideravano continuare le vecchie pratiche araldiche che erano associate al feudalesimo che la rivoluzione sognava di rimpiazzare. In risposta ai bisogni e ai desideri, gli emblemi nazionali adottati mancavano degli elementi tradizionali come scudo, elmo, cimiero e svolazzi, presentandosi più sobri. Questo stile venne poi seguito dai socialisti e dai comunisti che desideravano focalizzare l'attenzione sulla nazione proletaria e diversificarsi dal feudalesimo e da tutte le sue associazioni.

## Caratteristiche
L'araldica socialista usa tipicamente questi simboli:
- Falce e martello
- Stella a cinque punte rossa o dorata
- Corone o nastri di spighe di grano o di altre piante domestiche
- Nastri intrecciati nei colori nazionali e/o in rosso, spesso con date significative o motti
- Ingranaggi o accessori e strutture industriali moderni (come i tralicci elettrici nello stemma della Corea del Nord)
- Sole nascente
- Paesaggi
- Campo rosso
- Simboli nazionali o luoghi significativi per la nazione
- Pianeta Terra

## Sviluppo

### Unione Sovietica
L'emblema dell'Unione Sovietica fu il primo esempio di araldica socialista. È stato un esempio seguito in diversi Stati comunisti, soprattutto in Europa, Africa e Asia, ma non a Cuba, dove è stato mantenuto lo stemma del 1848 senza nessuna modifica.

### Romania
La Repubblica Socialista della Romania creò una nuova tradizione araldica che divenne abbastanza controversa. Il commissario per l'Araldica Statale combinò mete turistiche stilizzate e rappresentazioni paesaggistiche con tradizionali figure araldiche e oggetti moderni come una sonda petrolifera.

### Ungheria
Nel 1974, l'Ungheria rimpiazzò gli stemmi di 83 città con emblemi nello stile sovietico. Aquile e leoni furono rimpiazzati da lavoratori soddisfatti, famiglie numerose ed orgogliose contadine che toccavano il sole con le loro mani. In ogni caso, il tutto era sovrastato da una stella rossa.

## Presente
Con la caduta del regime comunista in Europa, la maggior parte dell'araldica socialista fu sostituita dalla vecchia araldica o da nuovi stemmi.
L'araldica socialista è ancora presente in alcuni stati, come in Cina, Corea del Nord e Vietnam
L'emblema della Bielorussia adottato nel 1995 a seguito di un controverso referendum, ricorda lo stemma della RSS Bielorussa.
L'emblema della Transnistria (repubblica autonoma autoproclamata ma non riconosciuta) utilizza ancora lo stemma sovietico della RSS Moldava.
L'emblema della Macedonia del Nord è una reminiscenza dello stemma della precedente Repubblica Socialista di Macedonia.
In Africa ci sono l'emblema dell'Angola e l'emblema del Mozambico.
La Repubblica Serba ha utilizzato lo stemma della Repubblica Socialista Serba sino al 2009.

## Galleria d'immagini

### Emblemi storici

#### Africa

Emblema nazionale della Repubblica popolare del Benin (1975-1990)
Emblema nazionale della Burkina Faso (1984-1991)
Emblema nazionale della Repubblica Popolare del Congo (1970-1992)
Emblema del Derg etiope (1975-1987)
Emblema nazionale della Repubblica Democratica Popolare d'Etiopia (1987-1991)
Libia (1977-2011)
Madagascar (1975-1993)
Sudan (1970-1985)

#### Asia

Afghanistan (1978-1980)
Afghanistan (1980-1987)
Afghanistan (1987-1992)
Birmania (1974-1988)
Emblema nazionale della Kampuchea Democratica (1975-1979)
Emblema nazionale della Repubblica Popolare di Kampuchea (1979-1989)
Emblema della Cambogia (1989-1991)
Emblema nazionale della Repubblica Sovietica Cinese (1931-1937)
Repubblica di Mahabad (1946-1947)
Emblema nazionale della Repubblica Popolare Mongola (1960-1991)
Tuva (1921-1944)
Vietnam del Nord (1945-1976)
Yemen del Sud (1987-1992)

#### Europa

Emblema nazionale della Repubblica Popolare Socialista d'Albania (1946-1991)
Emblema nazionale della Repubblica Popolare di Bulgaria (1948-1968)
Emblema nazionale della Repubblica Popolare di Bulgaria (1968-1971)
Emblema nazionale della Repubblica Popolare di Bulgaria (1971-1990)
Emblema nazionale della Repubblica Socialista Cecoslovacca (1961-1989)
Emblema nazionale della Repubblica Democratica Tedesca (1955-1990)
Emblema nazionale della Repubblica Socialista Federale di Jugoslavia (1945–1963)
Emblema nazionale della Repubblica Socialista Federale di Jugoslavia (1963–1992)
Emblema nazionale della Repubblica Popolare di Romania (1948)
Emblema nazionale della Repubblica Popolare di Romania (1948-1952)
Emblema nazionale della Repubblica Popolare di Romania (1952-1965)
Emblema nazionale della Repubblica Socialista di Romania (1965-1989)
Emblema nazionale della Russia (1992-1993)
Emblema nazionale della Repubblica Popolare d'Ungheria (1949-1956)
Emblema nazionale della Repubblica Popolare d'Ungheria (1957-1990)
Emblema dell'Unione Sovietica (1956-1991)

#### Repubbliche sovietiche

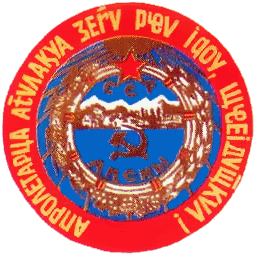
Stemma della Repubblica Socialista Sovietica di Abcasia (1921–1931)
Emblema della Repubblica Socialista Sovietica Armena (1920–1992)
Emblema della Repubblica Socialista Sovietica Azera (1920–1992)
Stemma della Repubblica Sovietica Popolare di Bukhara (1920–1925)
Emblema della Repubblica Socialista Sovietica Bielorussa (1919–1991)
Emblema della Repubblica Socialista Sovietica Estone (1940–1990)
Emblema della Repubblica Socialista Sovietica Georgiana (1921–1990)
Emblema della Repubblica Socialista Sovietica Carelo-Finlandese (1941–1956)
Emblema della Repubblica Socialista Sovietica Kazaka (1936–1991)
Emblema della Repubblica Socialista Sovietica Kirghisa (1936–1991)
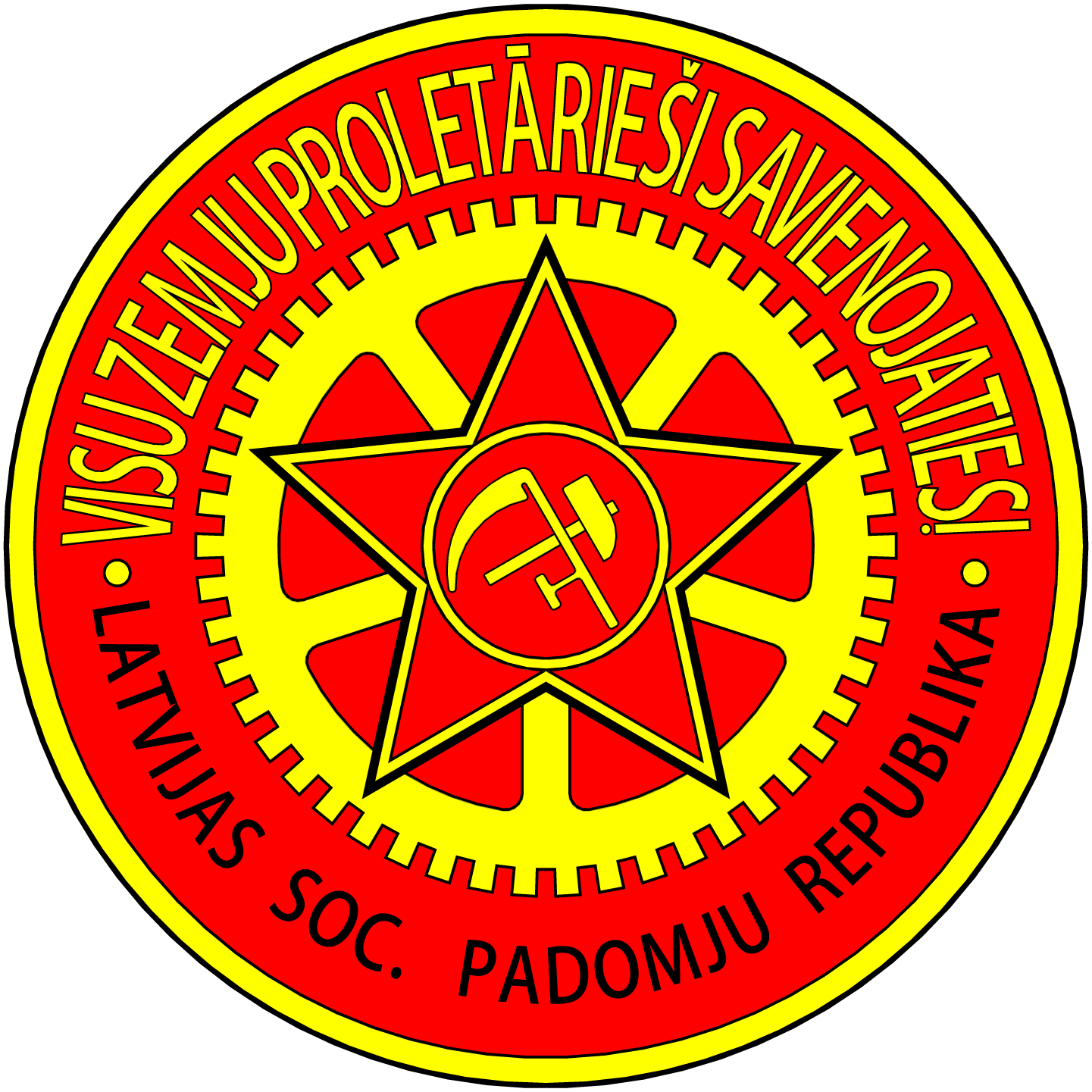
Emblema nazionale della RSS Lettone (1918–1920)
Emblema della Repubblica Socialista Sovietica Lettone (1940–1990)
Emblema della Repubblica Socialista Sovietica Lituana (1940–1990)
Emblema della Repubblica Socialista Sovietica Moldava (1940–1991)
Emblema della Repubblica Socialista Federativa Sovietica Russa (1917–1991)
Emblema della Repubblica Socialista Sovietica Tagika (1929–1991)
Emblema della Repubblica Socialista Federativa Sovietica Transcaucasica (1923-1936)
Emblema della Repubblica Socialista Sovietica Turkmena (1926–1991)
Emblema della Repubblica Socialista Sovietica Ucraina (1919–1991)
Emblema della Repubblica Socialista Sovietica Uzbeka (1925–1991)

#### Repubblica di Jugoslavia

Emblema nazionale della Repubblica Socialista di Bosnia ed Erzegovina (1963-1992)
Emblema nazionale della Repubblica Socialista di Croazia (1963-1991)
Emblema nazionale della Repubblica Socialista di Macedonia (1963-1991)
Emblema nazionale della Repubblica Socialista di Montenegro (1963-1992)
Emblema nazionale della Repubblica Socialista di Serbia (1963-1992)
Emblema nazionale della Repubblica Socialista di Slovenia (1963-1991)

#### Altro

Emblema del Patto di Varsavia (1955–1991)

### Emblemi attuali

#### Africa

Emblema dell'Angola (1990)
Emblema del Mozambico (1990)

#### Asia

Stemma della Repubblica Popolare Cinese (1950)
Emblema della Corea del Nord (1948)
Emblema del Laos (1992)
Emblema del Tagikistan (1993)
Emblema dell'Uzbekistan (1992)
Emblema del Vietnam (1975), in precedenza del Vietnam del Nord (1955-1976)

#### Europa

Emblema della Bielorussia (1995)
Emblema della Macedonia del Nord (2009)
Emblema della Transnistria (1991)
Emblema dell'Oblast' di Brjansk